# موجة صغرية

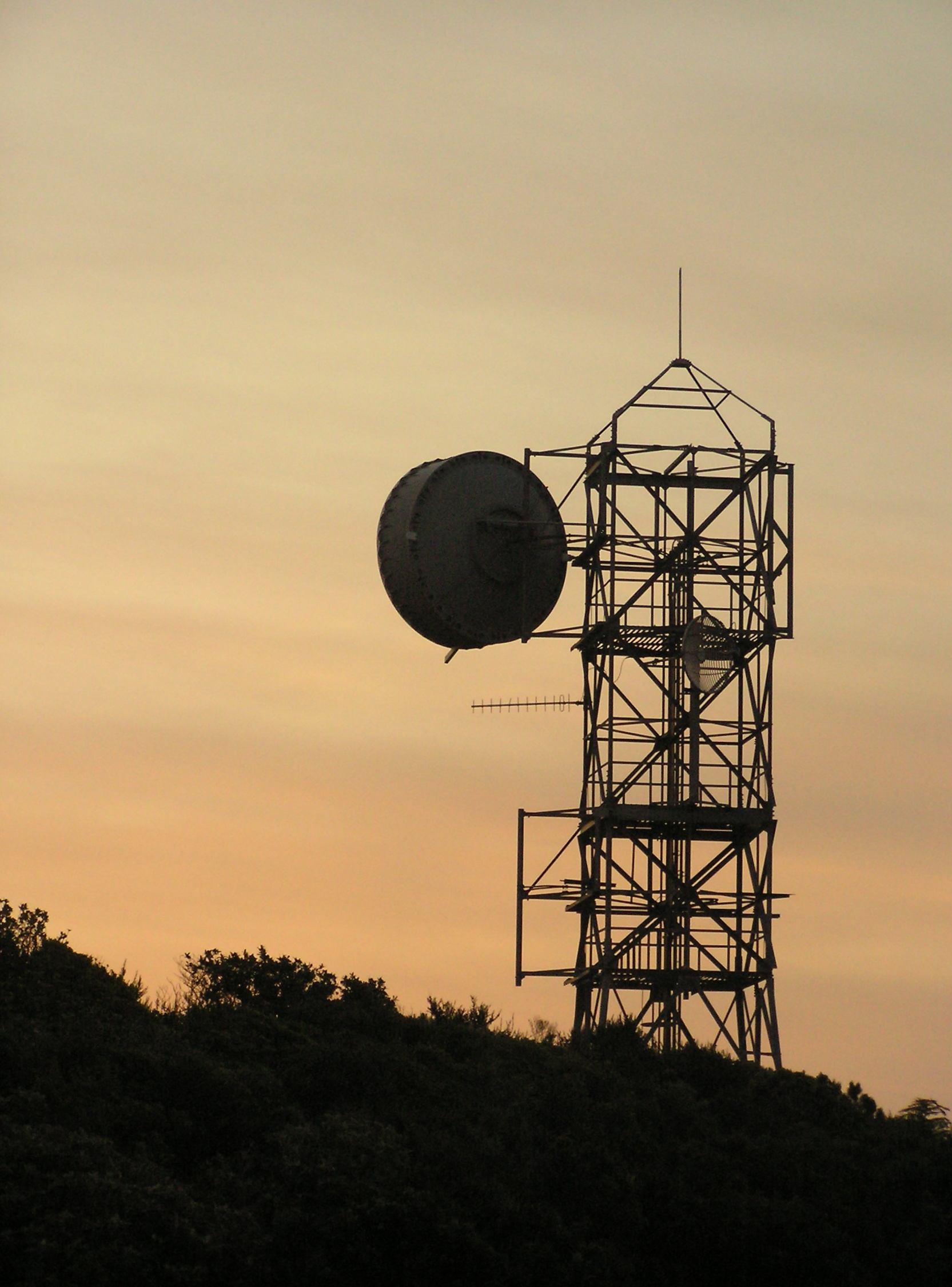
برج للاتصالات اللاسلكية بالموجات الصغرية

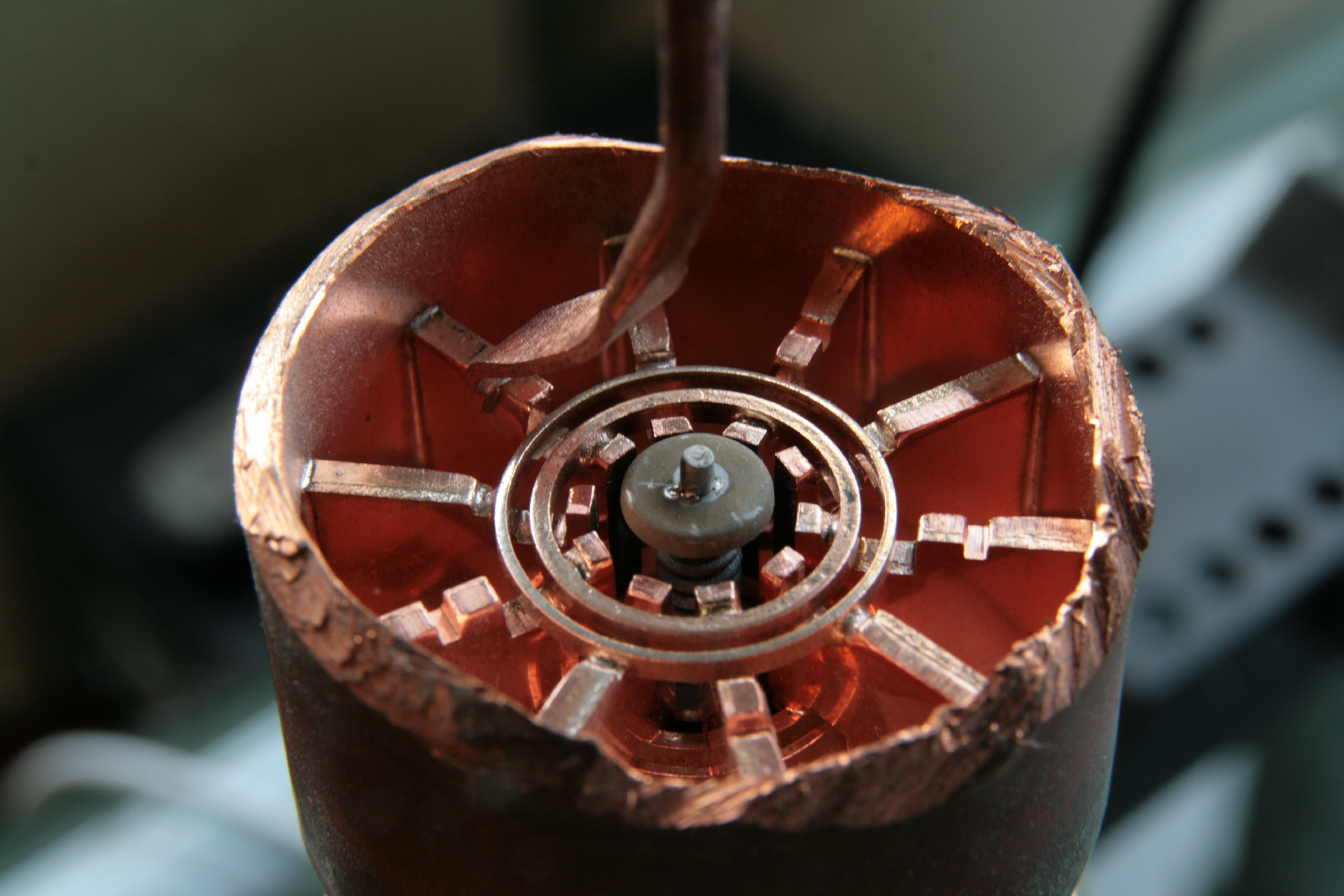
مقطع في رأس انتاج الأشعة الصغرية magnetron المستخدم في فرن ميكروويف.

الموجة الصُّغْرِيّة أو الموجة المكروية أو الموجات الدقيقة أو الميكروويف (بالإنجليزية: Microwave)‏ هي موجات كهرومغناطيسية ذات طول موجة قصير بين الموجات الراديوية والأشعة تحت الحمراء. أي أنها تشمل نطاق الأشعة بطول موجة من 1 سنتيمتر إلى الأشعة المليمترية، ويحدها الموجات الراديوية من أسفل (ذات طول موجة أكبر)، كما تحدها الأشعة تحت الحمراء التي تحد طيف الضوء المرئي من أعلى (ذات طول موجة أصغر).
هذا معناه أن اسم تلك الأشعة بالميكروويف يدل على صغر طول موجتها. ونلاحظ أن طول الموجة يتناسب عكسيا مع ترددها، وثابت التناسب هو سرعة الضوء.
تتميز هذه الموجات بأنها تعطي حرارة عند اختراقها لنسيج خلوي، ولذلك تم استخدام هذه الأشعة لصناعة الأفران سريعة التسخين والتي تسمى بأفران المايكروويف.

## تطبيقاتها

موقع نطاق الأشعة الصغرية ، بين الأشعة الراديوية والأشعة تحت الحمراء في طيف الموجات الكهرومغناطيسية.

تستخدم الموجات الصغرية في الرادار وفي فرن ميكروويف وفي البلازما، وفي تقنية الاتصالات، والهاتف المحمول والبلوتوث والبث التلفزيوني.
كما يحاول استخدامها كسلاح في الحرب فيما يسمى نظام الرفض النشط.
ومن المكونات الرئيسية لمعجل إلكتروني يستعمل رنان للموجات الصغرية. فيه تُعجل الإلكترونات عن طريق مجالات كهربائية ناشئ عن موجات كهرومغناطيسية ساكنة. يمكن بواسطتها إنتاج مجالات كهربائية تصل شدتها إلى 40 مليون فولت لكل متر. ويحدد طول الخلية الواحدة في المعجل بحيث أن ينعكس المجال المغناطيسي للموجة بمجرد أن ينفذ الإلكترون منه فيزداد تسريعه. وهكذا يمرق الإلكترون من خلية إلى خلية وتزيد سرعته حتى يصل في بعض المعجلات إلى سرعة قريبة من سرعة الضوء. بعد ذلك يمكن إجراء التجارب العلمية على هذه الإلكترونات السريعة.
وتستخدم الموجات الصغرية أيضا في نطاق الترددات
433 ميجاهرتز، 2,45 جيجاهرتز و 5,8 جيجاهرتز. وبعض الأفران المستخدمة في المنازل تستعمل الموجات الصغرية ذات تردد 2,45 جيجاهرتز.

## نطاقات تردد الموجات الصغرية
يتم تحديد نطاقات الترددات في طيف الموجات الصغرية بأحرف. لسوء الحظ، هناك العديد من أنظمة تحديد النطاقات ولكنها غير متوافقة، وحتى داخل النظام الواحد، تتداخل وتختلف نطاقات التردد المقابلة لبعض الحروف إلى حد ما بين مجالات التطبيق المختلفة. يعود أصل نظام الحروف إلى الحرب العالمية الثانية لتصنيف أمريكي سرية للغاية من لأسماء النطاقات المستخدمة في مجموعات الرادار؛ وهذا هو أصل أقدم نظام حروف، وهو نطاقات الرادار IEEE.
تسميات نطاقات تردد الموجات الصغيرة من قِبل جمعية الراديو البريطانية، مدرجة بالأسفل:
| الرمز                 | نطاق التردد        | نطاق الطول الموجي  | الاستخدامات |
| --------------------- | ------------------ | ------------------ | --- |
| نطاق إل L band        | 1 إلى 2 ج.هـ (GHz) | 15 cm to 30 cm     | القياس البعُدي العسكري، ونظام تحديد المواقع العالمي (GPS)، والهواتف المحمولة (GSM)، والراديو. |
| نطاق إس S band        | 2 إلى 4 ج.هـ       | 7.5 cm to 15 cm    | رادار الطقس، رادار السفن السطحية، بعض أقمار الاتصالات، أفران الميكروويف، أجهزة اتصالات الموجات الصغرية، علم الفلك الراديوي، الهواتف المحمولة، الشبكة المحلية اللاسلكية، البلوتوث، نظام تحديد المواقع. |
| نطاق سي C band        | 4 إلى 8 ج.هـ       | 3.75 cm to 7.5 cm  | الاتصالات اللاسلكية لمسافات طويلة، والشبكة المحلية اللاسلكية (LAN). |
| نطاق اكس X band       | 8 إلى 12 ج.هـ      | 25 mm to 37.5 mm   | الاتصالات عبر الأقمار الصناعية، الرادار، الاتصالات الفضائية. |
| نطاق ك-السفلي Ku band | 12 إلى 18 ج.هـ     | 16.7 mm to 25 mm   | الاتصالات عبر الأقمار الصناعية. |
| نطاق ك K band         | 18 إلى 26.5 ج.هـ   | 11.3 mm to 16.7 mm | الاتصالات عبر الأقمار الصناعية، الرادار،الأرصاد الفلكية ، رادار السيارات. |
| نطاق ك-العلوي Ka band | 26.5 إلى 40 ج.هـ   | 5.0 mm to 11.3 mm  | الاتصالات عبر الأقمار الصناعية. |
| نطاق كيو Q band       | 33 إلي 50 ج.هـ     | 6.0 mm to 9.0 mm   | الاتصالات عبر الأقمار الصناعية، اتصالات الموجات الصغيرة الأرضية، علم الفلك الراديوي، رادار السيارات.                                                                                                  |
| نطاق يو U band        | 40 إلي 60 ج.هـ     | 5.0 mm to 7.5 mm   | |
| نطاق ف V band         | 50 إلي 75 ج.هـ     | 4.0 mm to 6.0 mm   | أبحاث رادار الموجات المليمترية والتحليل الطيفي الدوراني الجزيئي وأنواع أخرى من البحث العلمي. |
| نطاق دبليو W band     | 75 إلي 110 ج.هـ    | 2.7 mm to 4.0 mm   | رادار السيارات ،الاتصالات عبر الأقمار الصناعية، أبحاث رادار الموجات المليمترية، تطبيقات الاستهداف والتتبع الراداري العسكرية، وبعض التطبيقات غير العسكرية.                                             |
| نطاق إف F band        | 90 إلي 140 ج.هـ    | 2.1 mm to 3.3 mm   | إرسالات الترددات فائقة الارتفاع: علم الفلك الراديوي، أجهزة/اتصالات الميكروويف، الشبكة المحلية اللاسلكية (LAN)، معظم الرادارات الحديثة، أقمار الاتصالات، البث التلفزيوني عبر الأقمار الصناعية.         |
| نطاق دي D band        | 110 إلي 170 ج.هـ   | 1.8 mm to 2.7 mm   | إرسالات الترددات متطرفة الارتفاع: علم الفلك الراديوي، راديو ميكروويف مُناوب عالي التردد، الاستشعار عن بعد بالموجات الدقيقة، راديو الهواة، سلاح الطاقة الموجهة، ماسح الموجات المليمترية.                |